# Књига фетви
Књига фетви је руком писана збирка на османском турском језику, и својеврстан раритет, који се чува у збирци Историјског архива Београда, у једној од 7 кутија, за период од 16. века до 1980. године.
Документ је недатиран (фетве не садрже датум), тако де се поуздано не зна када је настао.

## Опште информације
Фетва (арап. فتوى) значи саветовање, које се врши са експертом за исламско право — шарију, а заснива се на правном схватању поводом каквог појединачног случаја, који има општи домашај. У складу са овим значењем, књига фетви својом садржином представља посебну врсту документа, на основу којег су високообразовани представници заједнице у домену познавања верског закона, посебно шејх-ул-ислами, представници улеме и врховни верски поглавари у држави, и муфтије широм царства, давали писмена тумачења као одговоре на питања верника да ли су поједини поступци и намере били у складу са вером, односно са исламом или не.
Фетву као правно схватање поводом каквога појединачног случаја, које има општи карактер, доноси угледни правни учењак (муфтија), било из властитих побуда, било на захтев неког исламског властодршца,  па тако снага фетве зависи од ауторитета онога ко је саставио фетву или онога ко је тражио њено издавање.

## Историја
У земљама у којима је важило исламско право постоји мноштво објављених збираки фетви.
- Књига фетви из Историјског архива у Београду, сматра се да је припадала Мустафи Челебији, сину Малог Хусеина, чије се име у рукопису најчешће помиње, шеријатског судије, и садржи описане правне ситуације из свих области живота и служила је судији као ослонац приликом доношења одлука.[1] Некада се фетве (зло )употребљавају и у дневно - политичке сврхе нпр:

- Персијски (ирански) шах дао је 1890. једној енглеској фирми монопол на продају иранског дувана. Када је, дошло до заједничких протеста иранског грађанства и духовништва, 1891. појавила се фетва врховнога шиитског ауторитета, ајатолаха Ширазија, да дувански дим представља напад на „скривенога имама“. У целом Ирану престало је трошење дувана на јавним местима. Међутим, када је Влада повукла поменуту концесију, појавила се и нова фетва која јe дозволила уживање дувана.

- Велико занимање светске јавности изазвала је фетва од 14. фебруара фебруара 1980, којом је ирански државни  поглавар и верски вођа Хомеини осудио на смрт индијско - британског писца муслиманске вероисповести Салмана Руждија, ...јер је овај у свом роману „Сатански стихови“, према тој фетви, нападао на „ислам, пророка Мухамеда и Куран “ .  Ипак, верски ауторитети у Саудијској Арабији и шеици египатске џамије Ал -Азхар оквалификовали су дотичну фетву као незакониту и супротну исламу, образлажући тај став околношћу да шеријатско право забрањује осуду на смрт без судскога поступка, те да оно не производи правна дејства ван држава у којима је шеријат позитивно право.  И судански исламиста Хасан ал - Тураби образложио је своје неприхватање фетве против Руждија тиме, што се такви проблеми могу решавати само мирољубивим дијалогом.[3]